# 大島村 (長野県)
大島村（おおしまむら）は、長野県下伊那郡にあった村。現在の松川町大字大島・元大島にあたる。

## 地理
- 山：大島山、本高森山
- 河川：天竜川、片桐松川

## 歴史
- 1889年（明治22年）4月1日 - 町村制の施行により、大島村・元大島村の区域をもって発足。
- 1956年（昭和31年）9月30日 - 上伊那郡上片桐村と合併して下伊那郡松川町が発足。同日大島村廃止。

## 交通

### 鉄道路線
- 日本国有鉄道
  - 飯田線
    - 伊那大島駅

### 道路
- 国道153号

現在は旧村域に中央自動車道の松川インターチェンジが所在するが、当時は未開通。